# 林邊放索普龍殿
22°25′12″N 120°30′20″E / 22.420052°N 120.505683°E
林邊放索普龍殿，又名草茅代天府，是位於臺灣屏東縣林邊鄉水利村的王爺廟，以祭拜石磨與石臼聞名。廟前道路為屏128線。

## 歷史

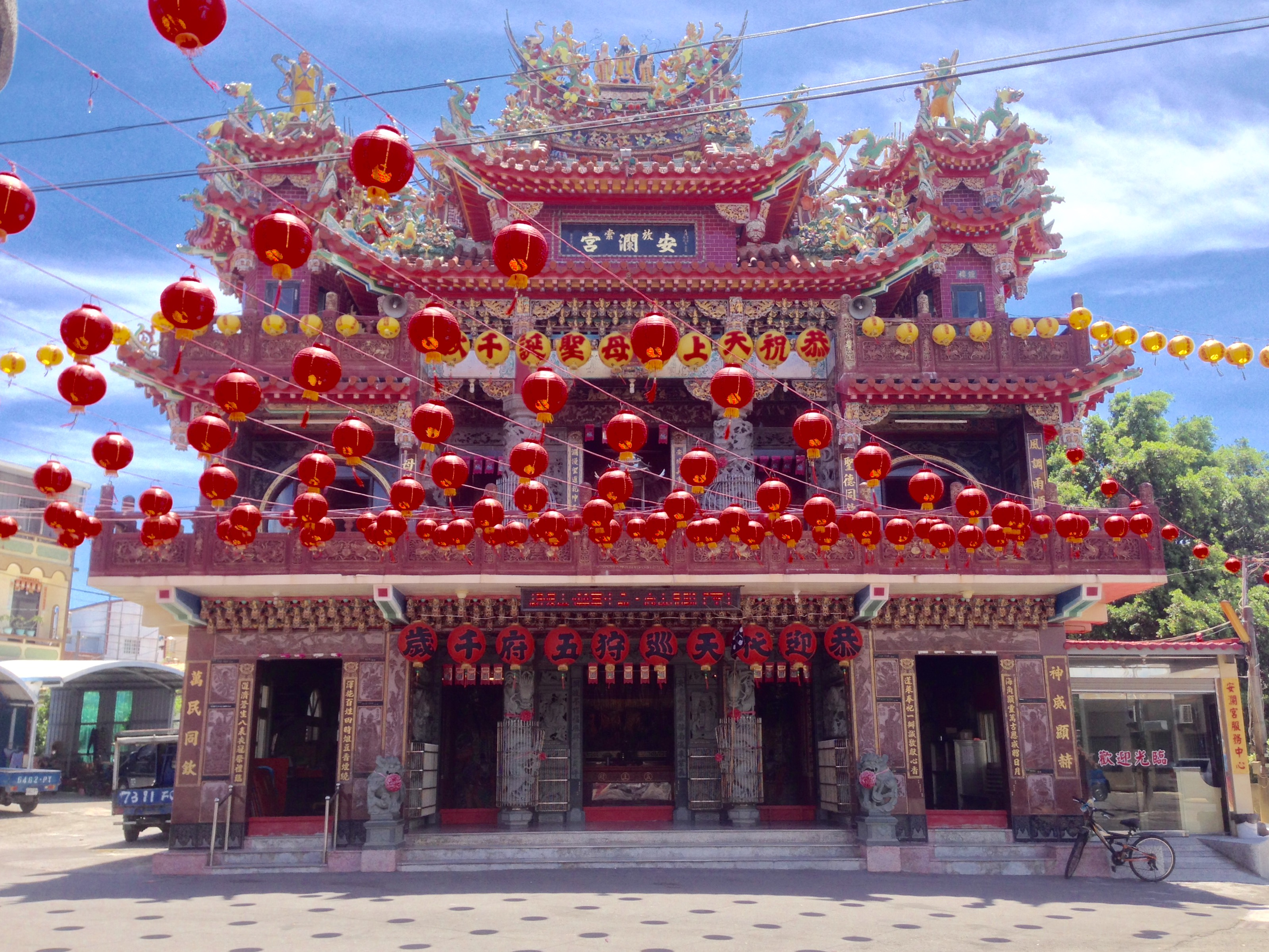
放索安瀾宮

1980年代初，部分水利村人將池府王爺神像從庄廟林邊放索安瀾宮遷出，另地供奉。廟草創於1983年，開基之初因經費不足僅以刺竹、茅草起廟，因此又有「草茅代天府」之稱。
建廟之初，池府王爺乩童要信眾從海邊撿回一座大石臼，之後廟方放出風聲說若找到比這座石臼還大的，可得獎金五到十萬。於是林邊、東港、佳冬一帶的居民，紛紛將家中不要的石臼來此廟參賽，結果都輸。參賽民眾嫌運回麻煩，便留到此廟當紀念。之後，信徒也陸續收集。
2013年時已八旬的郭笑老婦人回憶說，那時蒐集石磨臼過程很辛苦，她先從親戚家人尋找，然後再至鄰近東港、佳冬、枋寮、枋山挨家挨戶詢問。有人覺得她舉動冒昧，以為是詐騙不願給，她並不會勉強，還好多數人都很願意贈送。
但信眾仍湊不齊一百零八座，直到有位宜蘭的民眾到此廟一遊後，不久就以卡車送來十二座才湊齊。隨著香火日益鼎盛，茅草建築不堪使用，廟方於2000年重建時的牌坊依然以傳統茅草造型作裝飾，以作紀念。
八八風災時，廟方提供香客大樓免費讓災民及志工住宿。

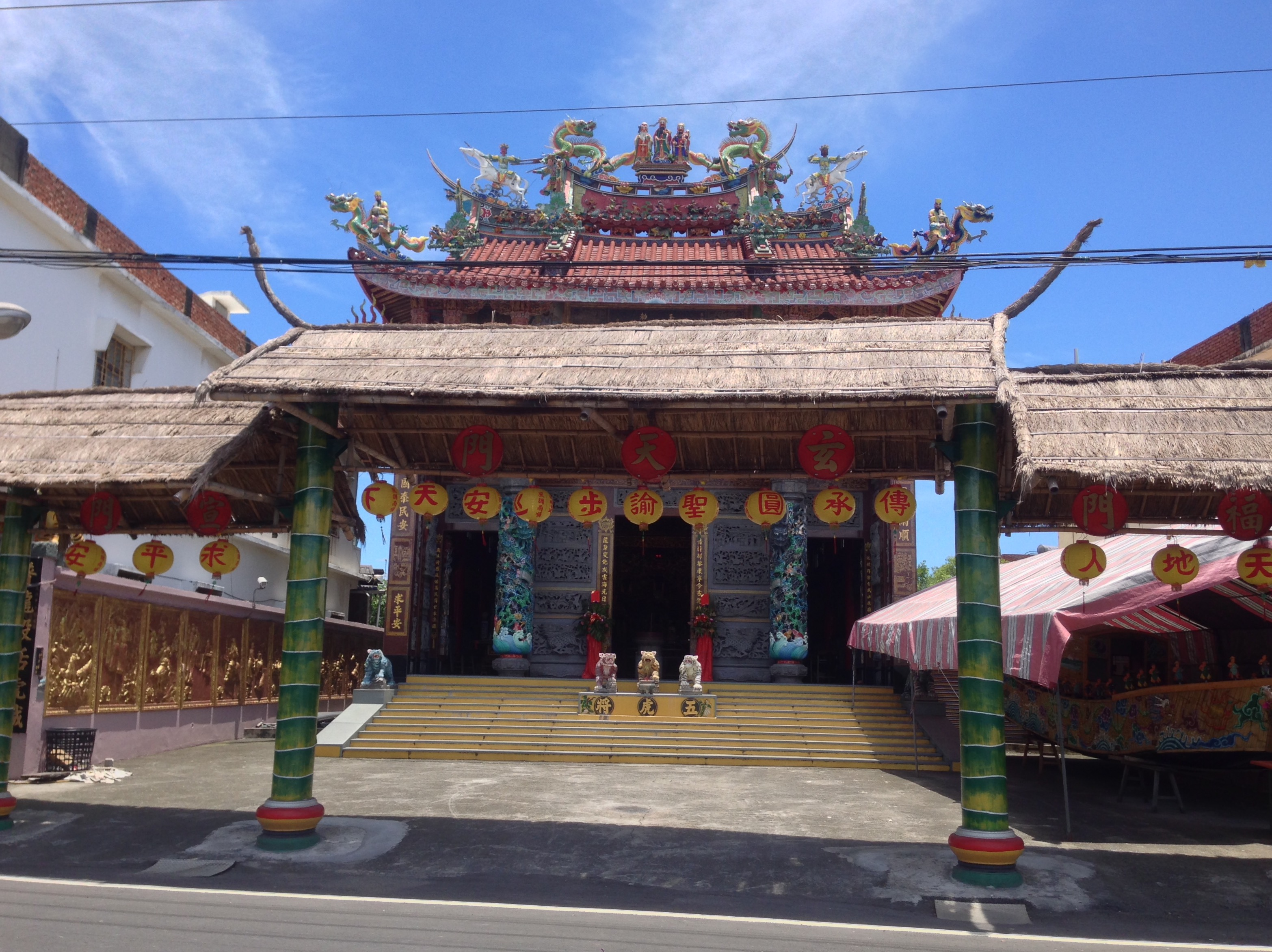
茅草牌坊
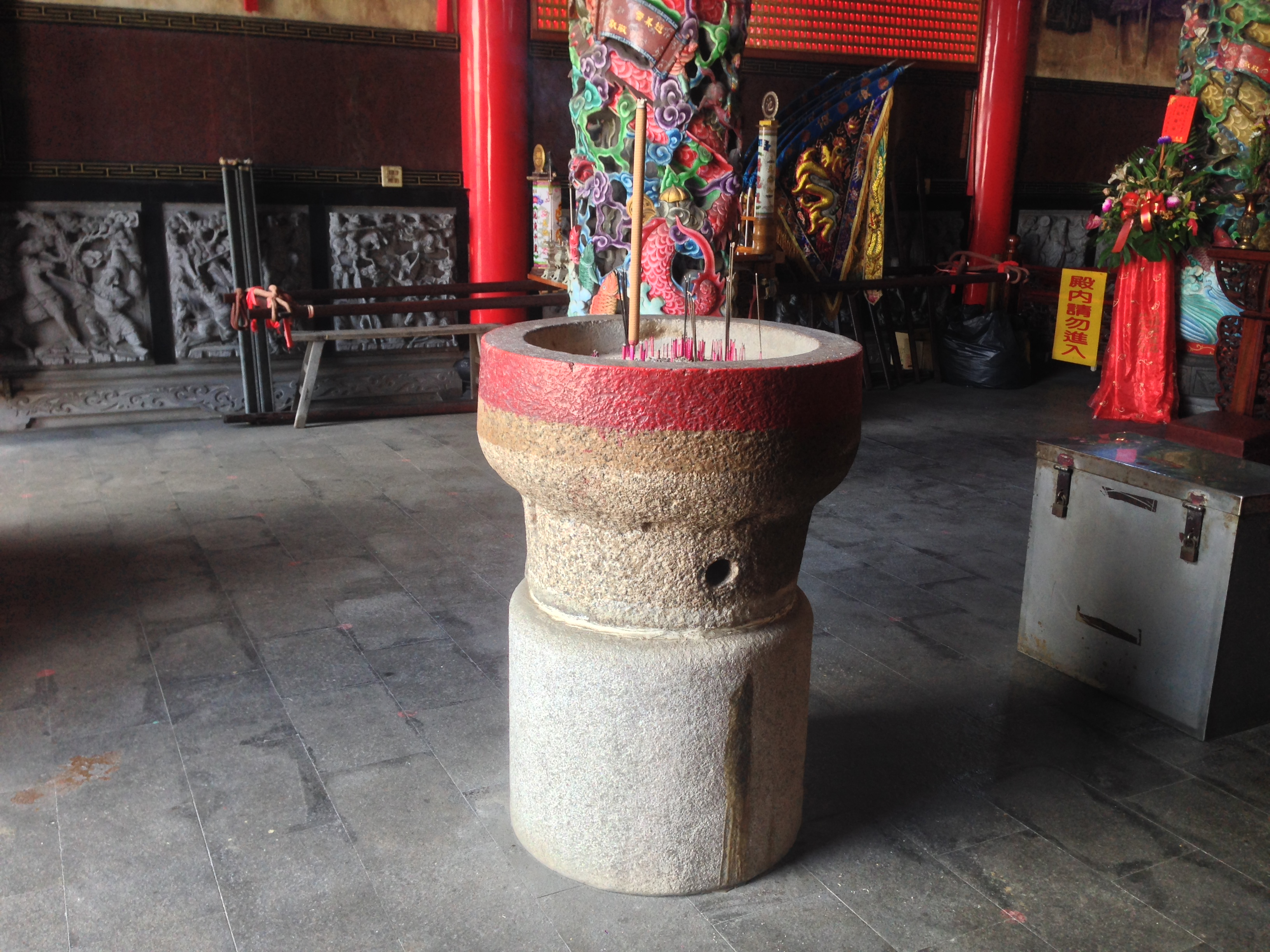
石臼香爐

## 祭祀

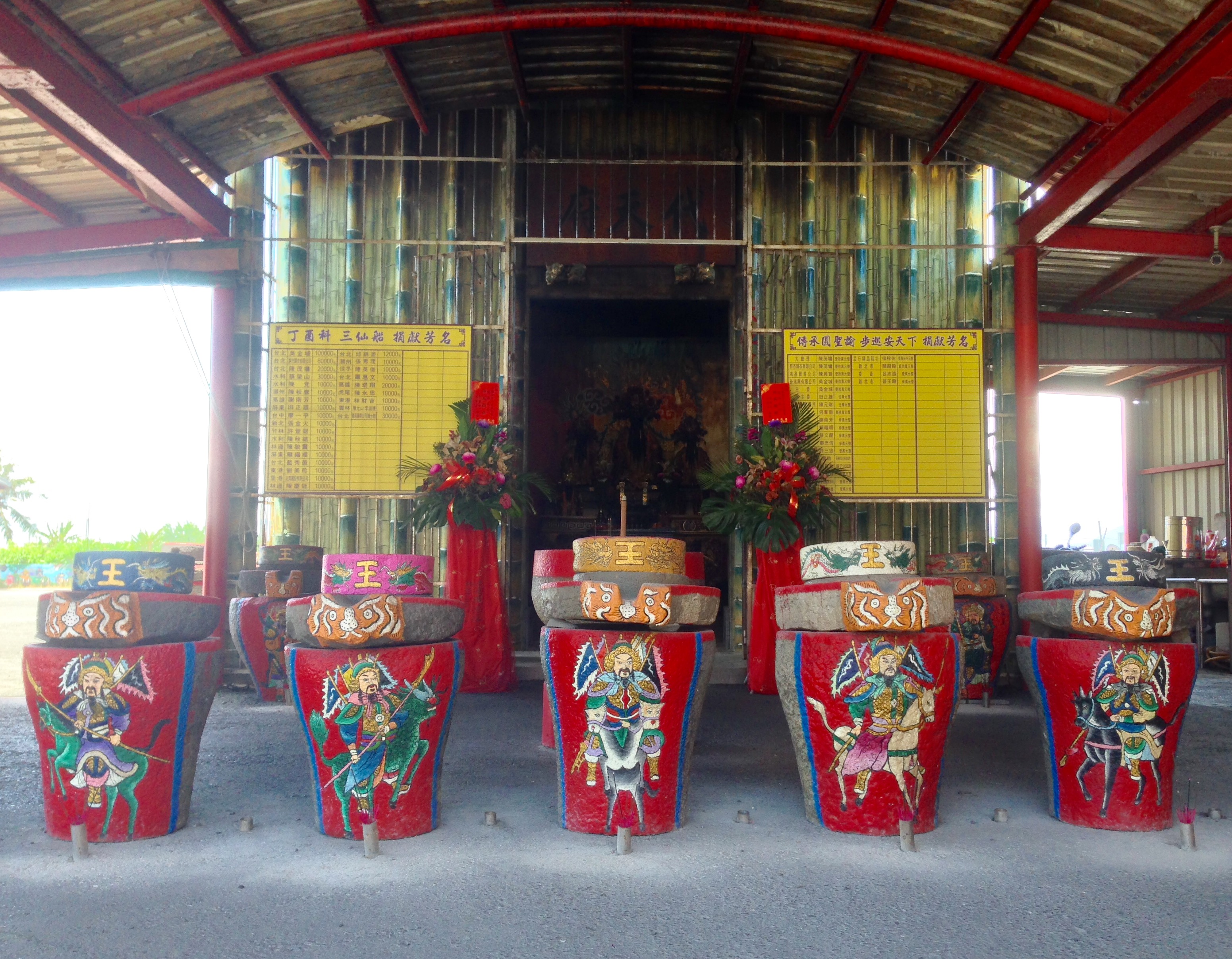
五虎將
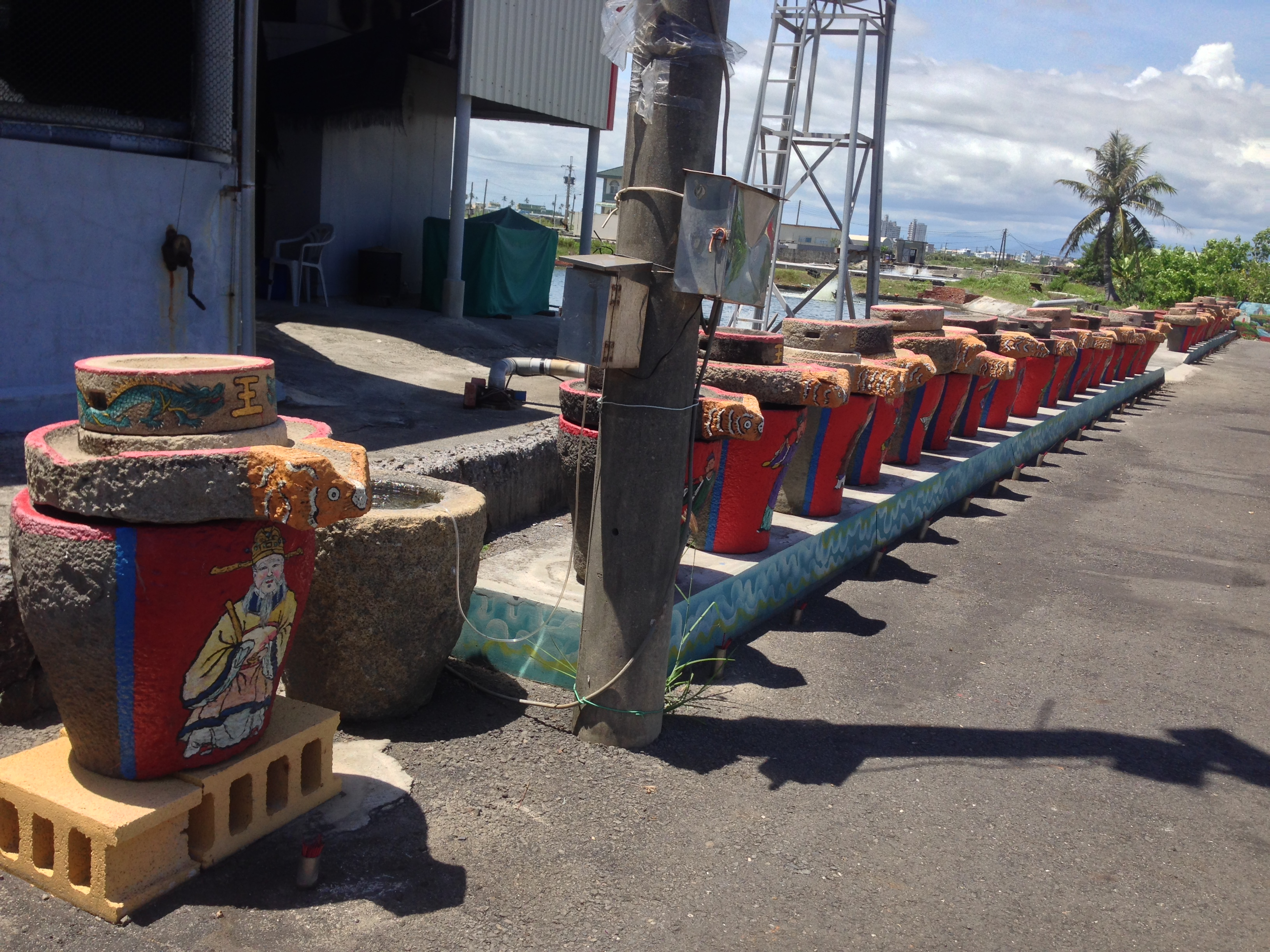
彩繪石磨臼
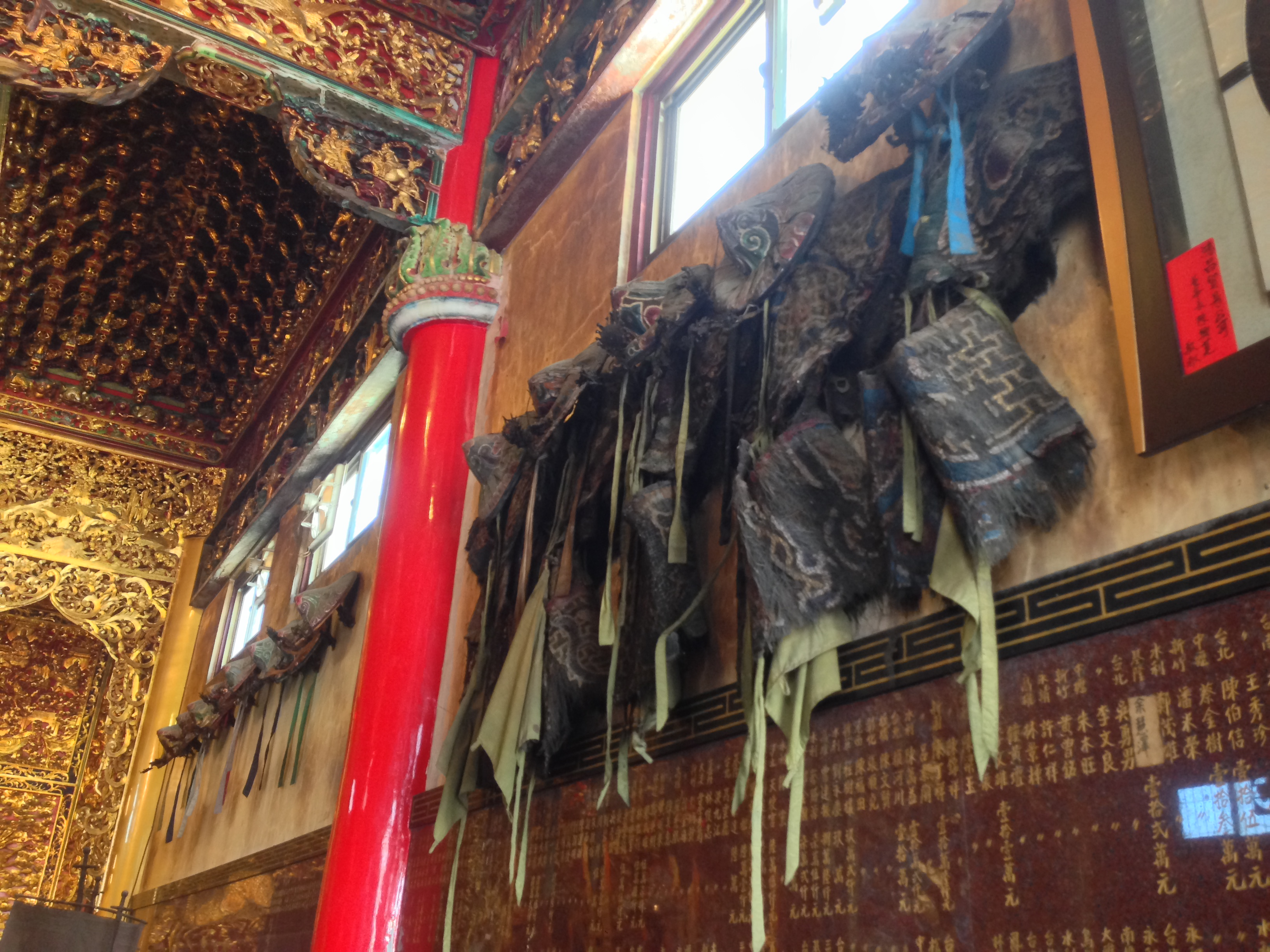
簑衣
竹造王船

### 石磨公
這些石磨臼被尊以「石磨公」之名被祭拜。廟方解釋是當初因為神明指示廟內要用石磨臼代替神像，共需一百零八尊，以配合五行方位、三十六天罡、七十二地煞，因此收集石磨臼。大石臼與最早送來的四座排在廟前，稱為「五虎將」，其中大石臼又稱「中將總管」。
各石磨臼又被廟方彩繪成各種神明與知名古人，如神農大帝、八仙、岳飛、呂布、孔明等。2015年又請人重新彩繪。

### 出巡遶境
農曆正月十八與六月十八池府千歲誕辰時，信眾會穿斗笠加簑衣出巡遶境。廟方陳元財表示以前製作盔甲技術不夠，便想出用簑衣製成戰袍，因此沿用至今。一般神明出巡遶境都坐神轎，但此廟神像卻是坐著馬車出巡，在台灣廟宇文化中相當少見。
當地人許三忠年輕時擔任此廟的淨爐生，為神明開路，後來將獨特的陣頭步伐融入羽球，或廠商贊助赴中國大陸參加業餘羽球比賽。

### 竹造王船
此廟自2012年開始有五年一科的恭迎仙帝慶典。廟方當初先以近半年的時間找到造船師傅鄒榮賀才能製作，製作船底的竹筏則由蔡榮山負責。
2011年2月18日上午，選用南投竹山竹子製作的王船舉行開光儀式，屏東縣長曹啟鴻、縣議員王啟敏、楊嘉慶、林玉光、林邊鄉長鄭信政、鄉代會主席吳冬白及多位鄉代都出席開光典禮，與當地民眾共襄盛聚。王船完工後放在廟旁王船寮一年，直到農曆正月十二請王、十三日繞境、十四日送王，共三天的王船法會。
第二屆恭迎仙帝慶典活動則是2017年舉辦，也是由鄒榮賀在2016年打造。

## 外部連結
- 林邊放索普龍殿的Facebook專頁